# لي جارفيس
لي جارفيس (بالإنجليزية: Lee Jarvis)‏ هو لاعب اتحاد الرغبي بريطاني، ولد في 30 سبتمبر 1976 في Pontypridd ‏ في المملكة المتحدة.

## وصلات خارجية
- لي جارفيس عل موقع إسبنسكروم (الإنجليزية)
- لي جارفيس على موقع ItsRugby.co.uk (الإنجليزية)